# Rolandino de' Romanzi
Rolandino de' Romanzi o dei Romanzi (... – Bologna, 1284) è stato un giurista e glossatore italiano, talvolta confuso con Rolandino de' Passeggeri.

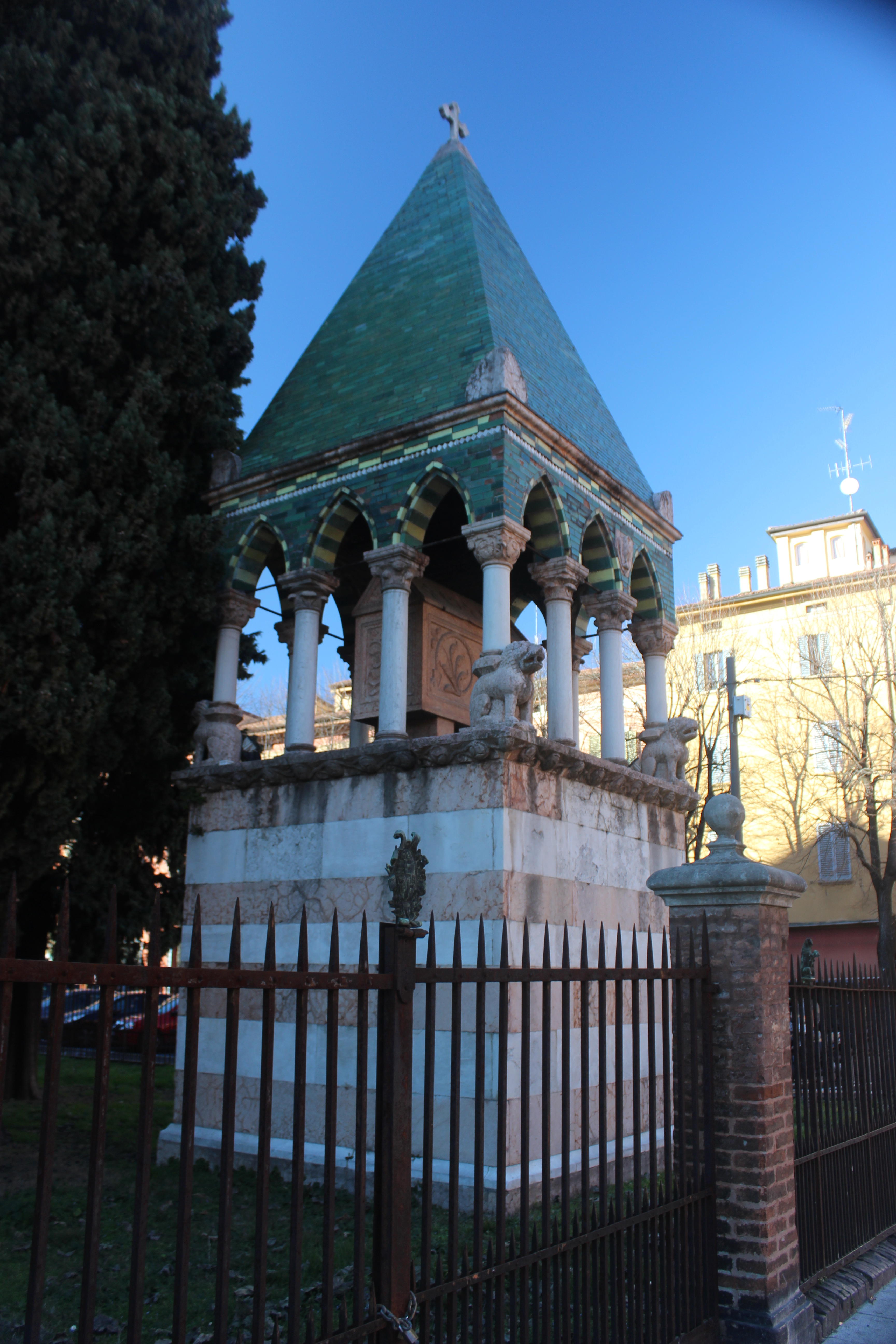
Tomba di Rolandino de' Romanzi, antistante l'abside della Basilica di San Francesco.

Tra le opere a lui attribuite si ricordano il Libellus de ordine maleficiorum e una Summa feudorum.
Il suo monumento funebre presenta colonne sostenute da quattro leoni.